# Abbadia Cerreto
Abbadia Cerreto es un municipio de Italia situado en la provincia de Lodi, en la Lombardía. Cuenta con 289 habitantes (2009).
La economía local se basa principalmente en la agricultura. Junto al municipio vecino Corte Palasio, forma la Unión de municipios Oltre Adda Lodigiano.

## Historia
El municipio se desarrolló en torno a la abadía benedictina fundada en 1084 por el conde de Cassino, de estilo gótico-románico. La torre octogonal se encuentra en el crucero, donde se colocaba la cuerda que era usada para tocar las campanas. La abadía pasó a ser un monasterio cisterciense en 1131, y una encomienda en 1431. Fue suprimida en 1798. De la abadía solo queda la iglesia de San Pedro, del siglo XII.
En el periodo napoleónico (1809-1816) Abbadia Cerreto fue una fracción de Corte Palasio, recuperando su autonomía con la constitución del Reino de Lombardía-Venecia.

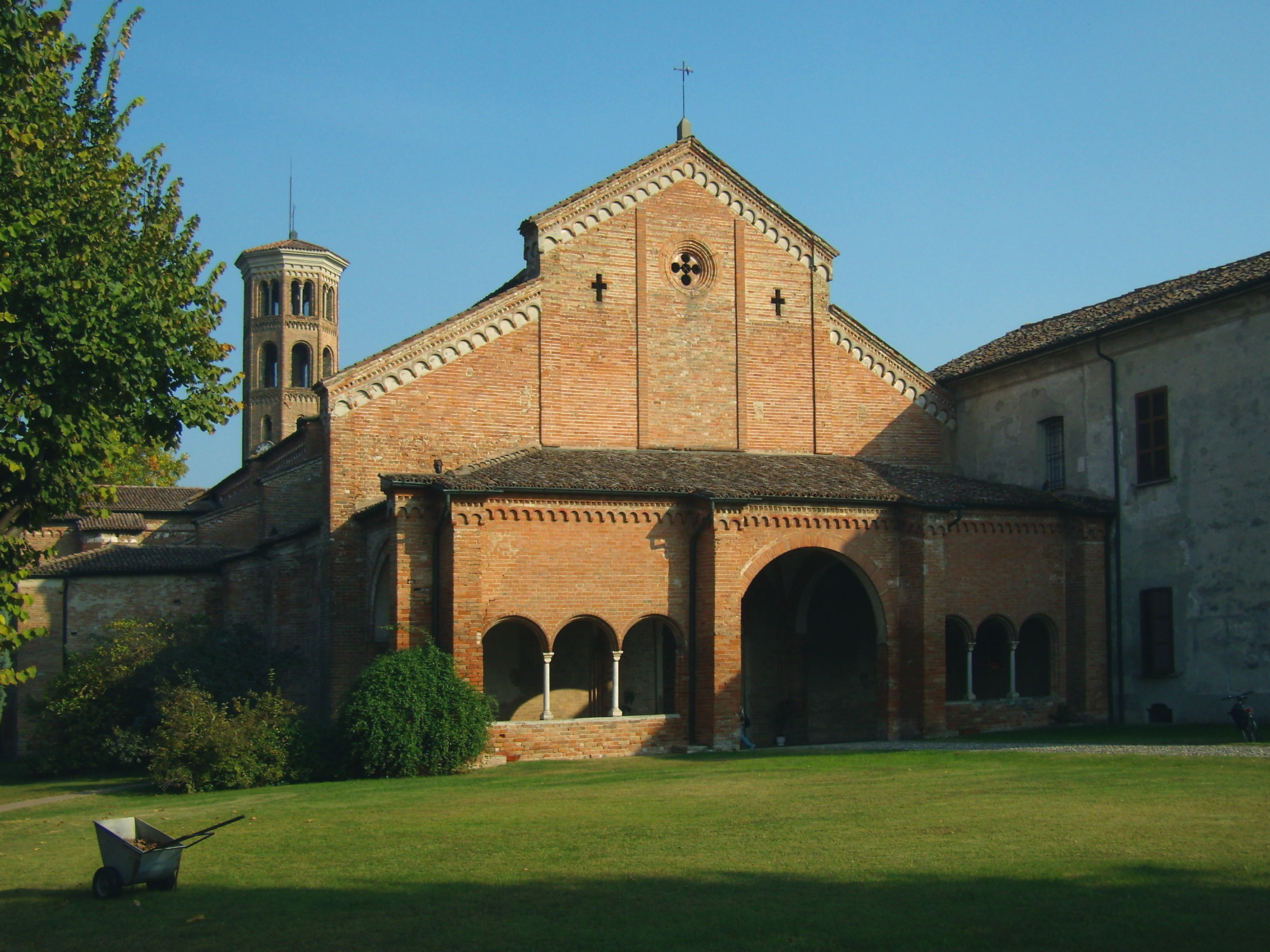
La Abadía de San Pedro.

La localidad vio como la población abandonaba el campo para ir a vivii a las ciudades industriales, viendo como la población se reducía más de un 30 % desde los años 1950. Desde los años 2000 la población ha aumentado debido al incremento del terreno edificable.
El nombre de la localidad proviene de la presencia de una abadía (Abbadia) benedictina y del tipo de árbol frecuente en aquella zona, Quercus cerris, Cerreto en italiano.

## Demografía
| Gráfica de evolución demográfica de Abbadia Cerreto entre 1861 y 2001 |
|                                                                       |
| Fuente ISTAT - Elaboración gráfica por parte de Wikipedia.            |